# 오계초등학교
오계초등학교는 대한민국 경상북도 영주시에 있었던 공립 초등학교이다.

## 연혁
- 1936.06.10 안정공립보통학교 부설 오계간이학교 개교
- 1943.05.01 오계국민학교로 승격(1학년 40명 모집)
- 1956.08.20 정규교실 증축
- 1996.03.01 오계초등학교로 개칭
- 2001.02.28 폐교(총 졸업생 3,243명)